# Вулканология
Вулканоло́гия (от лат. Vulcanus — Вулкан, бог огня у древних римлян + др.-греч. λόγος — «слово, учение») — наука, изучающая процессы и причины образования вулканов, их развитие, строение и состав продуктов извержения, изменение характера их деятельности, а также закономерности размещения вулканов на поверхности Земли.
Практическая цель вулканологии — разработка методов предсказания извержений и использование вулканического тепла горячих вод и пара для нужд народного хозяйства.

## История
Уже Гераклит (VI век до н. э.) и Аристотель (IV век до н. э.), начали изучать вулканы. Их дело продолжили в I веке нашей эры Страбон, описавший извержение вулкана Каймени Санторин, и Плиний Младший, описавший извержение Везувия.
Первое обстоятельное систематическое описание вулканов Земли дал в своем трактате «Всеобщая география» в 1650 голландский географ Бернхард Варениус.
Началом всестороннего изучения вулканов в Европе и в мире считается открытие в 1842 году специального научного учреждения — вулканологической обсерватории, расположенной на склоне вулкана Везувий.
В 1911 году была создана и продолжает работать обсерватория на вулкане Килауэа на Гавайских островах. Затем появились подобные обсерватории и в других сейсмически опасных районах — Индонезия, Япония, Камчатка и др.
Научная и популяризаторская деятельность французского геолога, вулканолога, писателя и кинооператора Гаруна Тазиева в середине XX века в значительной степени способствовали увеличению общественного интереса к вулканологии.
Вулканология получила официальное признание как отдельная отрасль науки на пересечении географии, геологии, геоморфологии, тектоники, геофизики, геохимии, петрографии и других наук.

## В России
Книга Варениуса была переведена на русский язык и издана в Москве в 1718 по указанию российского императора Петра I как справочное пособие по всемирной географии и учебник для геодезистов и морских штурманов Навигацкой школы. В это время в русском языке чаще было принято называть вулканы «огнедышашими горами».
В СССР вулканологией профессионально занимались Ф. Ю. Левинсон-Лессинг, А. Н. Заварицкий, В. И. Влодавец. В настоящее время Институт вулканологии РАН работает в Петропавловске-Камчатском.